# Josef Musil
Josef Musil (Kostelní Lhota, 3 luglio 1932 – Praga, 26 agosto 2017) è stato un pallavolista cecoslovacco.

## Biografia
Negli anni 1950 e 1960, Musil fu una delle maggiori stelle della pallavolo mondiale.
Nel 1946 si trasferisce con i suoi genitori a Praga dove inizia ad eccellere nella pallavolo. In Cecoslovacchia vince sette campionati; trasferitosi in Italia, ottiene uno scudetto con la Panini Modena nel 1970.
Con la selezione della Cecoslovacchia ha ottenuto più di trecento presenze, conquistando due medaglie d'oro e quattro d'argento ai Mondiali, tre ori e due argenti agli Europei e un argento e un bronzo ai Giochi olimpici.
Nel 2001 è stato nominato miglior giocatore ceco di pallavolo del XX secolo e uno dei migliori otto giocatori del secolo da parte della FIVB assieme a Karch Kiraly, Lorenzo Bernardi, Hugo Conte, Renan Dal Zotto, Katsutoshi Nekoda, Konstantin Reva e Tomas Wojtowicz.
Nel 2004 è stato incluso nella Volleyball Hall of Fame assieme alla statunitense Karolyn Kirby, al giapponese Seiji Oko e alla cubana Mireya Luis.
Nel 2009 ha ricevuto la medaglia Za zásluhy, la maggiore decorazione ceca.

## Riconoscimenti
Nel 2004 è stato inserito nella Hall of Fame della pallavolo. Il 28 ottobre 2009 è stato insignito della Medaglia al merito della Repubblica Ceca.